# Monosyllabiska språk
Monosyllabiska språk (av grekiska monosyllabos, enstavig), är sådana språk, vilkas ordmaterial består endast av enstaviga element eller rötter. Dessa språks så kallade rötter är i och för sig fullständiga beteckningar, som inte kan delas upp i olika beståndsdelar, av vilka en kunde betyda ett, en annan något annat, eller den ena delen till exempel kunde har en viss grundbetydelse, under det den andra uttryckte något slags modifikation eller förhållande, vilket ju är fallet i de så kallade flekterande språken (jämför man, mannen, mannens och så vidare). De monosyllabiska språken saknar all möjlighet till formell åtskillnad, böjning, avledning och så vidare; vart och ett av stamorden är ett självständigt tecken för sig och oföränderligt, varför dessa språk också fått namnet isolerande. Dessa språks så kallade rötter är inte, såsom i den indoeuropeiska språkstammen, endast en produkt av vetenskaplig analys, det vill säga utan varje självständig tillvaro. I sin enstaviga form används de för att uttrycka tankar i satser och är sålunda självständiga ord eller, rättare sagt, en komplex av rotord, på olika sätt sinsemellan kombinerade, som anger åtskillnad i betydelse och därmed även i förhållande. De monosyllabiska språkens grammatik är sålunda blott en lära om satsbyggnaden, syntax. De saknar all formell skillnad mellan ordklasser (såsom substantiv, adjektiv och verb), ävensom mellan andra kategorier, såsom subjekt och predikat. En skillnad finns endast i elementens betydelse, och denna framgår endast av det sätt, varpå rotorden är förenade till en grupp eller sats. Dylika betydelsekategorier framställs endast genom lösa sammansättningar, genom vissa partikel- eller hjälpord samt genom olika ställning i satsen. Om vi i svenskan skulle uttrycka till exempel genitiv med sin, så att mannen sin häst vore lika med mannens häst, så vore detta uttryckt på de isolerande språkens sätt (de lågtyska dialekterna har just ett dylikt uttryckssätt, till exempel min vader sin hus, min faders hus).

## Språkgrupper
De monosyllabiska språken förenas vanligen från genealogisk synpunkt till en stam, vars olika språk man anser sinsemellan besläktade. Denna stams språk kan från rent morfologisk(-psykologisk) synpunkt indelas i två klasser, a) Sådana språk, som inte på något sätt åtskiljer grammatiska kategorier. Begreppsförhållandena uttrycks endast medelst sammanställning av ord, så att de på visst sätt modifiera varandra. En ungefärlig bild av deras sätt att uttrycka ett förhållande skulle man få, om man i stället för mannens bok skulle säga ungefär bok man egendom eller i stället för hunden biter barnet ungefär hund bett barn smärta. Dessa språk talas i Bortre Indien. De förnämsta är vietnamesiska, mons språk), kambodjanernas samt de möjligen invandrade burmanernas (från Tibet) och siamesernas (från Kina). Somliga av Bortre Indiens språk står på övergången till de agglutinerande, i det de begagnar vissa formord för att uttrycka till exempel rumskasus och vissa till avledningar gränsande sammansättningar, till exempel tsah, äta, men a-tsah, mat, och så vidare, som fallet är i burmanskan. Samma är också förhållandet i khasispråket. På gränsen till dessa språk står tibetanskan och vissa språkområden i Himalaya, vilka visar större ansatser till agglutination. b) Sådana språk, som äger och åtskiljer grammatiska kategorier, men inte kan genom bestämda ordformer (grammatiskt) uttrycka dem, utan endast genom ordens ställning i satsen och genom olika slag och modifikationer av ton. Ett sådant språk är kinesiskan. På gränsen till detta språk, såväl geografiskt som morfologiskt, står de mongoliska och manchu-tungusspråken. Man har dock inga säkra bevis för, om de genealogiskt är att räkna till de monosyllabiska eller till de ural-altaiska agglutinerande språken.
Naturligt är, att de monosyllabiska språken har förändrat sina rötter fonetiskt och ännu är stadda i förändring. Huruvida de genom sin karaktär att bestå blott av enstaviga rötter kan sägas stå på ett ursprungligt skede i språkutveckling, är omöjligt att med säkerhet avgöra. Det kan dock åtminstone tänkas, att deras närvarande konstruktion kan vara en följd av en lång utveckling, så att de redan genomlevt både de agglutinerande och de flexiviska stadierna, återigen övergått till analytiska uttryckssätt samt genom en mycket genomgripande analogisk process, som kunnat sträcka sig över hela språkmaterialet, stannat på ett (nytt) stadium av enstavighet. De moderna språkens övervägande analytiska byggnad i förhållande till våra fornspråks övervägande syntetiska byggnad ger åtminstone vid handen, att en sådan utveckling är tänkbar (jämför engelskan).

## Jämförelser
Termen monosyllabiska språk brukar man ställa emot två andra typer av språk, nämligen agglutinerande och flekterande språk (de senare även benämnda böjningsspråk). Indelningsgrunden härvidlag är språkmaterialets struktur och särskilt graden av hopsmältning av de bägge huvudsakliga språkelement, som vi betecknar med begrepps- och relationselement. Under det således de monosyllabiska och polysyntetiska språken uttrycker grammatiska förhållanden endast eller företrädesvis med lexikaliska, respektive syntaktiska medel, har såväl de agglutinerande som flekterande språken utbildade grammatiska kategorier, det vill säga de uttrycker de olika grammatiska förhållandena och betydelsemodifikationerna medelst ordformer, uppkomna medelst sammansättning (prefigering, affigering eller suffigering, infigering) av begreppselement med relationselement, av vilka de förnämsta arterna är avledningssuffix och böjningsändelser. Den här angivna indelningen av språk med hänsyn till deras struktur förutsätter en bestämd teori om språkformernas uppkomst, särskilt utgående från att avlednings- och böjningselementen en gång varit självständiga ord, som ursprungligen endast rent syntaktiskt (på de monosyllabiska och polysyntetiska språkens sätt) användes att modifiera andra ords betydelse och att ange deras inbördes förhållande, men så småningom knöts närmare tillsammans med dem, så att de till slut förlorade sin självständighet som ord och även sin ursprungliga begreppsbetydelse. Så har till exempel passivum kalla-s utvecklats ur kalla och pronominet sik, alltså genom följande stadier: kalla-sik, kalla-sk till kalla-s. I ordet god-het är -het ursprungligen ett självständigt ord (jämför gotiska haidus) med betydelse "slag, art" (genus), som sjunkit ned till avledningssuffix för bildning av ett visst slags abstrakta ord (på -het). Denna teori om de grammatiska formernas uppkomst kallas agglutinationsteorin och lämnar i stort sett den allmängiltigaste förklaringen för avlednings- och flexionselementens uppkomst (gentemot andra teorier, såsom evolutions- och adaptationsteorierna). Därmed är inte sagt, att dessa element inte även kan ha andra ursprung, till exempel genom hypostas (respektive addition) av förutvarande formativa element (jämför till exempel latinets genitiv it-in-er-is genom addition av stammarna it-er- och it-en-) eller subtraktion (till exempel tyskans rind-er, där -er blivit pluralmärke, från att har varit ett ursprungligt stambildningssuffix).
Från agglutinationsteoriens synpunkt menar man sålunda med agglutinerande sådana språk, där å ena sidan grundordet vid böjning eller avledning inte undergår några väsentliga förändringar, å andra sidan har avlednings- och böjningselementen en mera självständig karaktär såväl till form som betydelse än i de flexiviska språken. Men skillnaden mellan de båda grupperna är endast en gradskillnad; man kan även säga, att så kallade agglutinerande språk i vissa avseenden (i vissa formkategoriers bildning) är flexiviska och omvänt dessa senare i vissa fall står på rent agglutinerande ståndpunkt. Till de (företrädesvis) agglutinerande språken räknar man till exempel de uralaltaiska. Till belysning må ett exempel från turkiskan tjäna: till sev, "älska", har man sev-mek, "att älska", sev-me-mek, "att icke älska", sev-iš-mek, "att älska varandra", sev-dir-mek, "komma att älska", sev-iš-dir-il-me-mek, "att icke förmås att älska varandra", och så vidare. Till de flexiviska språken räknas till exempel alla indo-europeiska och semitiska språk (men med otaliga modifikationer).